# 채식주의자 (영화)
《채식주의자》(菜食主義者)는 한강의 동명 소설을 원작으로 하여 2010년에 개봉한 대한민국의 영화이다. 영화진흥위원회 지원으로 만들어진 순제작비 3억원대의 저예산 독립영화이다.

## 줄거리
평범하게 살던 영혜는 돌연 채식주의를 선언하고 그녀의 남편을 비롯한 다른 가족들은 당황한다. 가족 식사 중 고기를 먹지 않는 영혜에게 아버지는 고기를 먹을 것을 강요하며 폭력을 휘두르고, 급기야 영혜는 발작을 일으키며 과도로 손목을 긋는다.

## 캐스팅
- 채민서 : 영혜 역
- 현성 : 민호 역
- 김여진 : 지혜 역
- 김영재 : 길수 역
- 윤지혜 : 혜경 역
- 태인호 : 상민 역
- 최진호 : 박 원장 역
- 이승연 : 수간호사 역
- 김의진 : 지우 역
- 고주연 : 어린 지혜 역
- 김도혁 : 보호사 역
- 조민아 : 어린 영혜 역
- 기주봉 : 지혜 부 역 (특별출연)
- 손희순 : 지혜 모 역 (특별출연)

## 반응
- 2009년 부산국제영화제에서 처음 상영되고 2010년 선댄스영화제에 초청되었다.
- 2024년 10월 17일 원작 소설의 작가가 노벨문학상 수상을 한 영향으로 재개봉하였다.[2]

## 참고문헌
1. ↑  신두영, 이왕 이렇게 된 거 한강 3부작으로!, 씨네21, 2011-09-20
2. ↑  김은형, 한강 소설 원작 영화 ‘채식주의자’ ‘흉터’, 극장서 다시 본다, 한겨레, 2024-10-15